# Богдево
Богдево (на македонска литературна норма: Богдево; на албански: Bogda, Богда) е село в Северна Македония, в община Маврово и Ростуше.

## География
Селото е разположено в областта Горна Река високо в южните поли на Ничпурската планина.

## История
В XIX век Богдево е разделено в конфесионално отношение албанско село в Реканска каза на Османската империя. В „Етнография на вилаетите Адрианопол, Монастир и Салоника“, издадена в Константинопол в 1878 година и отразяваща статистиката на населението от 1873 година, Богдово (Bogdovo) е посочено като село с 50 домакинства, като жителите му са 18 албанци мюсюлмани и 122 албанци православни.
Според статистиката на Васил Кънчов („Македония. Етнография и статистика“) в 1900 Богдево има 180 жители арнаути християни и 108 арнаути мохамедани.
На Етнографската карта на Битолския вилает на Картографския институт в София от 1901 година Богдево е чисто албанско, но смесено православно-мюсюлманско село в Реканската каза на Дебърския санджак с 51 къщи.
Според митрополит Поликарп Дебърски и Велешки в 1904 година в Богдево има 21 сръбски къщи. Според секретаря на Българската екзархия Димитър Мишев („La Macédoine et sa Population Chrétienne“) в 1905 година християнското население на Богдево се състои от 126 албанци.
Албанците християни са привлечени от сръбската пропаганда и според статистика на вестник „Дебърски глас“ в 1911 година в Богдево има 61 албански патриаршистки къщи.
След Междусъюзническата война селото попада в Сърбия.
На етническата си карта на Северозападна Македония в 1929 година Афанасий Селишчев отбелязва Богдево като албанско село.
Според преброяването от 2002 година селото има 5 жители албанци.
| Националност     | Всичко |
| северномакедонци | 0      |
| албанци          | 5      |
| турци            | 0      |
| роми             | 0      |
| власи            | 0      |
| сърби            | 0      |
| бошняци          | 0      |
| други            | 0      |

## Личности
Родени в Богдево
- Злате Михайловски (1926-1944), народен герой на Югославия